# لويد هاريس (سياسي)
لويد هاريس هو سياسي كندي، ولد في 14 مارس 1867، وتوفي في 27 سبتمبر 1925. نشط حزبياً في الحزب الليبرالي الكندي. وقد انتخب عضو مجلس العموم الكندي.